# Limnologie
Limnologie (van het Griekse limnè, meer; logos, studie) is de wetenschap die zich richt op de bestudering van binnenwateren. De beoefenaar van de limnologie is een limnoloog. De  limnologie is een deelvakgebied van zowel de aardwetenschappen als de ecologie. De limnologie maakt studie van de biologische, scheikundige, fysische, geologische en ecologische componenten en karakteristieken van binnenwateren (dit zowel natuurlijke als door de mens aangelegde waterlopen of waterpartijen). De landschapslimnologie, een hiermee sterk verwant vakgebied, bestudeert hoe waterlopen en ecosystemen rond waterlopen kunnen behouden worden in functie van behoud van het landschap.
Binnen de limnologie wordt er onderscheid gemaakt tussen:
- Lotische systemen: dit heeft betrekking op bewegend water zoals rivieren, beken en grondwater
- Lentische systemen: dit heeft betrekking op stilstaand water zoals meren, vennen en vijvers